# Kolumbit
Kolumbit, imenovan tudi niobit, niobit-tenantit ali kolumbat, je skupina črnih mineralov s kemijsko formulo [(Fe,Mn)Nb2O6], ki se nahaja v niobijevih rudah.
Mineral je železov manganov niobat s podkovinskim leskom. Prvič so ga odkrili v Haddamu, Connecticut, Združene države Amerike. Tvori serijo mineralov z analogom ferotantalitom, v katerem prevladuje tantal, in serijo z analogom manganokolumbitom, v katerem prevladuje mangan. Z železom bogat član kolumbitne skupine je ferokolumbit. V nekaterih mineralih je tudi nekaj kositra in volframa. Itrokolumbit je z itrijem bogat kolumbit s formulo (Y,U,Fe)(Nb,Ta)O4. Je radioaktiven mineral, ki se ga najde v Mozambiku.
Kolumbit ima enako sestavo in kristalno simetrijo (ortorombsko) kot tenantit, vendar ima mnogo večjo specifično težo od tenantita (več kot 8,0 v primerjavi s 5,2). Tenantit je zelo podoben tudi tapiolitu. Oba minerala imata enako kemijsko sestavo, vendar različno kristalno simetrijo: kolumbit je ortotombski, tapiolit pa tetragonalen. Največji dokumentirani monokristal kolumbita je sestavljen iz plasti 6 mm debelih plošč z dimenzijami 76 cm x 61 cm.

## Zgodovina in ime
Prvi znani vzorec kolumbita izvira domnevno iz zbirke mineralov prvega guvernerja kolonije Connecticut Johna Winthropa (1606-1676), navdušenega zbiralca mineralov. Winthropovo zbirko s 600 vzorci je njegov vnuk John Winthrop (1681–1747) v njegovem imenu leta 1737 podaril Hansu Sloanu, predsedniku Kraljeve družbe  v Londonu.
Leta 1801 je Charles Hatchett v tem vzorcu odkril element niobij. in ga po odkritelju Amerike Kolumbu imenoval kolumbit. 